# Шехзаде Мурад (1495—1519)
Шехзаде Мурад (около 1495 Амасия — 1519 Кашан или Исфахан) — османский шехзаде, сын шехзаде Ахмета, который боролся за османский престол.

## Биография
Отец Мурада, законный наследник Османского престола, воевал против Селима I и получил поддержку от шахиншаха Исмаила I (1501—1524) соседней Империи Сефевидов. Когда Ахмет был казнен Селимом после поражения в битве при Енишехире, шехзаде Мурад впоследствии получил поддержку Исмаила I в качестве претендента на престол. Исмаил I хотел использовать шехзаде Мурада, чтобы организовать восстание против Селима I. В 1512 году, во время широкомасштабного восстания Нур-Али Халифы в Анатолии, Мурад присоединился к его восстанию и даже «надел на себя корону Кызылбаши». Согласно информации Селима, которую он получил от своих шпионов (декабрь 1512 / январь 1513 года), Исмаил I якобы хотел завоевать Анатолию, отдать бейлербейлик Рум Мураду, в то время как остальной территорией будет управлять кызылбаш. Во всяком случае, когда роль Мурада, предназначенная ему Сефевидами, не была реализована, Мурад эмигрировал в империю Сефевидов, где ему было предоставлено убежище. Умер в Кашане или Исфахане в 1519 году.